# Cantó de Le Poiré-sur-Vie
El cantó de Le Poiré-sur-Vie és un cantó francès del departament de la Vendée, situat al districte de La Roche-sur-Yon. Té 8 municipis i el cap es Le Poiré-sur-Vie.

## Municipis
- Aizenay
- Beaufou
- Belleville-sur-Vie
- La Génétouze
- Les Lucs-sur-Boulogne
- Le Poiré-sur-Vie
- Saint-Denis-la-Chevasse
- Saligny

## Història
| Data d'elecció                           | Identitat      | Partit                     | Qualitat |
| ---------------------------------------- | -------------- | -------------------------- | -------- |
| 1945-1967                                | Jacques Dugast | PRL, després Divers droite |          |
| 1967-2004                                | Paul Bazin     | Divers droite, després UDF |          |
| 2004-                                    | Bernard Perrin | UMP, després divers droite |          |
| les dades anteriors no són pas conegudes |                |                            |          |
|                                          |                |                            |          |

| A partir de 1990: Població sense dobles comptes |